# Подолино (Калужская область)
Подолино — деревня в Медынском районе Калужской области России. Входит в сельское поселение «Деревня Михеево».
Расположена на реке Песчанка.
Рядом — деревни Батуево и Клины.

## Население
| 2002 | 2010 |
| ---- | ---- |
| 16   | ↘7   |

## История
По данным на 1859 год Падолина (Подольное) — владельческая деревня Медынского уезда, расположенная по правую сторону от Калужского почтового тракта. В ней 23 двора и 181 житель.
После реформ 1861 года вошла в Адуевскую волость. Население в 1892 году — 273 человека, в 1913 году — 362 человека.